# رینگ (مجله)
رینگ (انگلیسی: The Ring) مجله بوکس آمریکایی است که از سال ۱۹۲۲ منتشر می‌شود. این مجله در ابتدا به بوکس و کشتی حرفه‌ای می‌پرداخت اما به‌تدریج با زیرسوال رفتن وجههٔ قانونی کشتی حرفه‌ای، منحصراً به سمت بوکس گرایش پیدا کرد.
مجلهٔ رینگ تحت مالکیت شرکت گلدن بوی پروموشنز اسکار د لا اویا اداره می‌شود.